# David García Dapena
David García Dapena (Marín, Pontevedra, España, 30 de septiembre de 1977) es un exciclista profesional español.

## Biografía

### Ciclismo amateur
Permaneció 3 años como amateur, desde un primer momento demostró tener condiciones para ser profesional. En su primer año de amateur ya consiguió 5 victorias. Finalmente después de su tercer año, emigró a Portugal en busca de ese objetivo.

### Ciclismo profesional

#### Debut en Portugal
Finalmente dio el salto al profesionales con el equipo portugués L. A. Pecol en el año 1999. Se mantuvo en el ciclismo portugués durante ocho temporadas consiguiendo diez victorias en pruebas de Portugal.

#### Éxitos en España
Tras su etapa en Portugal fichó por el equipo profesional gallego Karpin Galicia donde alcanzó en la segunda temporada su mejor éxito profesional: ganador de la general final del Tour de Turquía y una etapa en la Vuelta a España 2008, con final en Ponferrada. 
Fue una pieza clave dentro del equipo gallego, capaz de conseguir victorias individuales y colaborar para las victorias de sus compañeros. Se puede definir como un todo terreno de la bicicleta, su variedad de resultados lo avalan, desde victorias al sprint, finales en alto o clasificaciones generales de una vuelta.

#### Sanción por dopaje
El 30 de septiembre de 2010 se desveló la presencia de hidroxietil almidón en un control antidopaje de la Vuelta a España, que posteriormente se descubrió que era por consumo de EPO, con lo cual fue suspendido hasta el 5 de octubre de 2012. Un año después confesó su culpabilidad.

## Palmarés
2000
- 1 etapa de la Vuelta a Portugal del Futuro

2008
- Tour de Turquía
- 1 etapa de la Vuelta a España

2009
- 1 etapa del Tour de Turquía
- Vuelta a La Rioja

## Resultados en Grandes Vueltas
| Carrera | Carrera         | 1999 | 2000 | 2001 | 2002 | 2003 | 2004 | 2005 | 2006 | 2007 | 2008 | 2009 | 2010 |
| ------- | --------------- | ---- | ---- | ---- | ---- | ---- | ---- | ---- | ---- | ---- | ---- | ---- | ---- |
|         | Giro de Italia  | —    | —    | —    | —    | —    | —    | —    | —    | —    | —    | Ab.  | —    |
|         | Tour de Francia | —    | —    | —    | —    | —    | —    | —    | —    | —    | —    | —    | —    |
|         | Vuelta a España | —    | —    | —    | —    | —    | —    | —    | —    | 23.º | 14.º | 23.º | 11.º |

—: no participa
Ab.: abandono

## Equipos
- L.A. Aluminios-Pecol (1999)
- Cantanhede Marques de Marialva (2000[6] -2003)
- L. A. (2004-2006)
  - L.A.-Pecol (2004)
  - L.A. Aluminios-Liberty Seguros (2005-2006)
- Karpin/Xacobeo (2007-2010)
  - Karpin-Galicia (2007)
  - Xacobeo Galicia (2008-2010)